# Сім святих мучеників Макавеїв
Сім святих мучеників Макавейських: Авим, Антонін, Гурій, Елеазар, Евсевон, Алім і Маркелл (дав.-гр. Ἀβεὶµ, Ἀντώνιος, Γουρίας, Ἐλεάζαρος, Εὐσεβώνας, Ἀχείµ, Μάρκελλος), а також матір Соломонія (дав.-гр. Σολοµονὴ) і вчитель їхній Елеазар. Їх мучеництво описується в Біблії, у Другій книзі Макавейській (2 Мак. 6:18—7:42), а також у Четвертій книзі Макавейській, яка у біблійний канон не входить. Постраждали в 166 році до н. е. від сирійського царя Антіоха Епіфана. Шануються Католицькою і Православною церквою в лику мучеників, пам'ять відбувається 1 серпня (православне свято Маковія).

## Історія і агіографія
Антіох Епіфан, проводячи політику еллінізації населення, ввів у Єрусалимі і в усій Юдеї грецькі язичницькі звичаї. Він опоганив Єрусалимський храм, поставивши в нього статую Зевса Олімпійського, до поклоніння якому примушував юдеїв.
Дев'яносторічний старець — законоучитель Елеазар, який за прихильність до Мойсеєвого закону був судимий, з твердістю пішов на муки і помер в Єрусалимі. Таку ж мужність показали учні святого Елеазара: сім братів та їхня мати Соломонія. Вони були засуджені в Антіохії царем Антіохом Єпіфаном, де, безстрашно визнали себе послідовниками Істинного Бога, відмовилися принести жертву язичницьким богам. Старший з юнаків, який давав першим відповідь цареві від імені всіх семи братів, був підданий жахливим тортурам на очах в інших братів і матері; решта п'ять братів один за одним зазнали ті ж муки. Залишився сьомий брат, наймолодший.
Антіох запропонував святій Соломонії схилити юнака до зречення, щоб їй залишився хоч останній син, але мужня мати зміцнювала і його в сповіданні Істинного Бога. Отрок рішуче відхилив вмовляння царя і так само твердо переніс муки, як і його старші брати.
Після смерті всіх дітей свята Соломонія, стоячи над їх тілами, піднесла руки з вдячною молитвою Богу і померла. Подвиг святих семи братів та їхньої матері надихнув Юду Макавея, і він підняв повстання проти Антіоха Єпіфана і, здобувши перемогу, очистив Єрусалимський храм від ідолів.
Мощі семи святих братів-мучеників зберігаються в базиліці святого апостола Андрія в Кельні (Німеччина). Мощі Соломонії — в стамбульському Соборі Святого Георгія.
У святителя Григорія Богослова є «Слово», тобто проповідь, на згадку про святих мучеників Маккавеїв.
Однак строго кажучи, ці юдейські мученики — мати та сім братів — не були Макавеями, оскільки не належали ні до повстанців, які взяли собі назву від прізвиська Юди Макавея (Єгуда „Макабі“, «Молот») під час повстання під проводом священничої, пізніше царської династії Хасмонеїв, до якої й належав Юда, ні до його родичів. Назва «мучеників Макавейських», скоріше за все, виникла у зв'язку з тим, що їхній подвиг описано у біблійних книгах Макавейських[джерело?].